# 迪安猪笼草
迪安猪笼草（学名：Nepenthes deaniana）是菲律宾特有的热带食虫植物，存在于海拔1180至1296米处。其得名于菲律宾植物采集者，迪安·科南特·伍斯特（Dean Conant Worcester）。迪安猪笼草仅存在于巴拉望省普林塞薩港拇指山的山顶地区。
尚未发现迪安猪笼草的自然杂交种。也未有关于迪安猪笼草的变型或变种的描述。
在食虫植物数据库中，分类学家简·斯洛尔（Jan Schlauer）将甘通山猪笼草（N. gantungensis）、莱昂纳多猪笼草（N. leonardoi）及惊奇猪笼草（N. mira）列为迪安猪笼草的同物异名。
阿道夫·丹尼尔·爱德华·埃尔默曾在拇指山采集到了符合迪安猪笼草特征的植株。他在1912年4月20日的《Leaflets of Philippine Botany》对细花猪笼草（N. graciliflora）的描述中提及了这一发现：
|  | 最近作者本人（埃尔默）在巴拉望普尔加山发现了无花的大型植株。部分捕虫笼长达一英尺，宽达六英寸。 |

## 扩展阅读
- The Type Form of Nepenthes deaniana （页面存档备份，存于）
- 食虫植物照片搜寻引擎中迪安猪笼草的照片 （页面存档备份，存于）

 维基共享资源上的相關多媒體資源：迪安猪笼草
 維基物種上的相關：迪安猪笼草